# Простори (Кваркенський район)
Простори (рос. Просторы) — село у складі Кваркенського району Оренбурзької області, Росія.

## Населення
Населення — 750 осіб (2010; 1066 у 2002).
Національний склад (станом на 2002 рік):
- росіяни — 49 %